# MBK (会社)
MBK（エムビーケー）は、フランスのオートバイおよび自転車メーカーである。

## 概要
1984年にモトベカンから社名を変更しヤマハ発動機傘下のフランス現地関連会社となり、特にスクーターに関しては、ヨーロッパ各地域へ製造車両を供給している。
なおモトベカンから自転車部門も引き継いで自社による製造を行っていたが、2015年現在は親会社のヤマハ発動機がMBKおよびモトベカンの商標を管理する形で資本関係に関わらず世界各地において生産が行われている。

## オートバイの主な製品
- MBK・Booster（スクーター） - ヤマハ・BW'Sと同一モデル
- MBK・Thunder（スクーター） - ヤマハ・マックススターと同一モデル
- MBK・Doodo（スクーター）
- MBK・Skyliner（スクーター） - ヤマハ・マジェスティ125（欧州仕様車）と同一モデル